# Siphonoglyphe
Le siphonoglyphe, aussi appelé sulcus, est un canal cillé qui débute au niveau du bas de la bouche des anémones de mer et de certains coraux et descend verticalement tout le long de l'actinopharynx et de la cavité gastro-vasculaire de l'animal.

## Description

Coupe transversale du corps d'un polype faisant apparaitre son système digestif.

Le siphonoglyphe se prolonge jusque dans l'actinopharynx  et sert à créer un mouvement d'eau dans le pharynx de l'animal. Ces courants d'eau sont importants pour sa respiration et pour gérer sa pression interne.

## Nombre de siphonoglyphe
Les scléractiniaires sont dépourvus de siphonoglyphe. Les octocoralliaires, cerianthidae et les zoanthides possèdent un siphonoglyphe. Les Antipatharia en ont quant à eux deux. Bien que les actinarias et les corallimorpharias ont généralement deux siphons par polype, ils peuvent parfois ne pas en avoir, ou bien un seul, et parfois même trois ou plus.